# Lady May (ca sĩ)
Lady May (tên khai sinh: Martha Namundjebo, 20 tháng 12 năm 1986) là một ca sĩ người Namibia. Cô nổi tiếng vào năm 2004 với việc phát hành album đầu tiên Kamali đã giành giải thưởng đầu tiên của cô tại Giải thưởng âm nhạc Sanlam-NBC. Namundjebo là một trong những nữ ca sĩ nổi tiếng nhất ở Namibia. Âm nhạc của cô cũng được công nhận vượt ra khỏi biên giới Namibian và cô đã được đề cử và giành được nhiều giải thưởng tại giải thưởng Video Music Channel.
Âm nhạc của Lady May là sự pha trộn giữa âm nhạc truyền thống Oshiwambo và nhạc pop phương Tây. Hầu hết âm nhạc của cô được phân loại theo thể loại nhạc pop và nhà ở Afro. Phong cách ban đầu của cô là sự kết hợp giữa R & B và hip hop. Cô được ký hợp đồng với một hãng thu âm Nam Phi, Big Ear Records.
Lady May là bạn cùng nhà nổi tiếng của Namibia trong mùa thứ bảy của Big Brother Africa, và cô đã về nhì trong cuộc thi này.

## Tuổi thơ
Martha được sinh ra ở Angola do cha mẹ cô lưu vong tại Calulo, một ngôi làng nhỏ gần Cuanza Sul. Ngay trước khi độc lập của Namibia, cô trở về với cha mẹ và định cư tại Ovamboland và vào năm 1994, cô chuyển đến thành phố Windhoek.

## Sự nghiệp âm nhạc
Lady May bắt đầu hát từ khi lên sáu tuổi, trong những năm tuổi teen, cô bắt đầu biểu diễn tại các buổi hòa nhạc của trường. Cô đã thu âm ca khúc đầu tiên "Lady for Life" với sự giúp đỡ của nhà sản xuất Kanibal vào năm 2004 và đã giành giải thưởng Nữ ca sĩ xuất sắc nhất tại Lễ trao giải âm nhạc Sanlam-NBC năm 2004. Năm 2005, Martha phát hành album đầu tay mang tên Kamali, có nghĩa là Martha bé bỏng trong ngôn ngữ mẹ đẻ Oshiwambo của cô.